# Bossay-sur-Claise
Bossay-sur-Claise é uma comuna francesa na região administrativa do Centro, no departamento Indre-et-Loire. Estende-se por uma área de 66,69 km². Em 2010 a comuna tinha 775 habitantes (densidade: 11,6 hab./km²).